# Health Innovation Hub
Der health innovation hub (hih) war ein Projekt des Bundesministeriums für Gesundheit (Deutschland), das die Funktion eines interdisziplinären Experten-Think-Tanks und Sparring Partners für das Bundesministerium für Gesundheit (BMG) mit Fokus auf das Thema Digitalisierung im Gesundheitswesen einnahm.

## Gründung, Laufzeit und Leitung
Der hih wurde am 11. April 2019 von Bundesgesundheitsminister Jens Spahn eingeweiht. Das Projekt hatte eine festgelegte Laufzeit und endete am 31. Dezember 2021. Die Finanzierung erfolgte vollständig aus Mitteln des BMG. Geleitet wurde der hih von Jörg Debatin und Henrik Matthies.

## Aufgaben
Der health innovation hub unterstützte das Bundesministerium für Gesundheit, aber auch viele andere nationale Akteure wie das Bundesinstitut für Arzneimittel und Medizinprodukte, die Kassenärztliche Bundesvereinigung, die Bundesärztekammer sowie den Spitzenverband Bund der Krankenkassen bei der Digitalisierung des Gesundheitssystems in Deutschland. Erklärtes Ziel war es, den Nutzen der Digitalisierung insbesondere für eine verbesserte Patientenversorgung zu heben. Zu den Aufgaben gehörten daher neben konzeptionellen Arbeiten auch kommunikative Tätigkeiten, Bewertungen von Innovationen und konkrete Umsetzungsunterstützung.
So hat der hih beispielsweise mit Veröffentlichung des ersten Referentenentwurfs des Digitale-Versorgung-Gesetzes im Frühsommer 2019 eine Roadshow durch die deutschen Digital Health Ökosysteme organisiert, um frühzeitig die Hersteller digitaler Gesundheitsanwendungen wie auch die Krankenkassen und Ärzte über das neue Gesetz zu informieren, strukturiert deren Feedback aufzunehmen und insbesondere mögliche Herausforderungen bei der Umsetzung früh zu diskutieren. Seitdem hat der hih zahlreiche off- und online Veranstaltungen oft gemeinsam mit nationalen Akteuren des deutschen Gesundheitswesens durchgeführt, in denen unterschiedliche Aspekte des neuen Gesetzes erläutert und diskutiert wurden.
Neben dem Digitale-Versorgung-Gesetz unterstützte der hih unter anderem auch bei der Konzeption und Umsetzung der Elektronischen Patientenakte, der elektronischen Medikation, des medizinischen Forschungsdatenzentrums und der medizinischen KI-Strategie.

## Team
Das zwölf-köpfige Team umfasste Experten aus dem Gesundheitswesen:
- Nataliya Bogdanova, zuvor für bei der Healthcare Information and Management Systems Society Europe tätig
- Jan Brönneke, Jurist und Ökonom
- Jörg Debatin, zuletzt Global CTO bei GE Healthcare tätig
- Claudia Dirks, Gesundheitsjournalistin
- Julia Hagen, zuvor beim Bundesverband Informationswirtschaft, Telekommunikation und neue Medien tätig
- Kai Heitmann, internationaler Experte für Interoperabilität und Datenformate
- Philipp Kircher, Experte für Datenschutz im Gesundheitswesen und Medizin- und Gesundheitsrecht
- Ralf König, selbständiger Apotheker, Gründer der Apotheken e-Commerce Plattform Curacado
- Henrik Matthies, Seriengründer (u. a. Jodel)
- Ecky Oesterhoff, zuvor CIO der BG Kliniken und Experte für Krankenhaus-IT
- Lars Roemheld, Data Scientist und Philosoph
- Philipp Stachwitz, Facharzt für Anästhesiologie, vormals Leiter der Stabsstelle Telematik der Bundesärztekammer